# Skiptvet
Skiptvet is a đô thị in the hạtị of Østfold, Na Uy.
Skiptvet được lập thành một đô thị vào ngày 1 tháng 1 năm 1838 (xem formannskapsdistrikt).

## Tên gọi
Đô thị này (ban đầu là một giáo khu) được đặt tên theo nông trang cũ Skiptvet (Norse Skipþveit và/hoặc Skygþveit), do nhà thờ đầu tiên đã được xây ở đó. Cho đến năm 1889, tên này được viết "Skibtvet".

## Huy hiệus
Huy hiệu được áp dụng thập kỷ trước(1981). Huy hiệu có hình con rồng do truyền thuyết về một con rồng sống ở trong giáo khu.